# 德維特特設鎮區
德維特特設鎮區（英語：DeWitt Charter Township）是位於美國密西根州克林頓縣的一個特設鎮區。

## 地方資料
德維特特設鎮區的面積為80.99平方千米，當中陸地面積為80.37平方千米，而水域面積為0.62平方千米。根據2020年美國人口普查的數據，當地共有人口15073人，而人口密度為每平方千米186.11人。